# تپه اوشار قبرستان
تپه اوشار قبرستان مربوط به دوره ایلخانی و دوره تیموری است و در شهرستان نیشابور واقع شده و این اثر در تاریخ ۱ آذر ۱۳۸۸ با شمارهٔ ثبت ۲۸۱۱۳ به‌عنوان یکی از آثار ملی ایران به ثبت رسیده است.